# Iridotaenia wahnesi
Iridotaenia wahnesi es una especie de escarabajo joya del género Iridotaenia, de la familia Buprestidae, orden Coleoptera.

## Distribución
Se distribuye por la región de Australasia.

## Taxonomía
Fue descrita por Heller en 1902.